# ليزلي إي. كوباياشي
ليزلي إي. كوباياشي (بالإنجليزية: Leslie E. Kobayashi)‏ هي قاضية ومحامية أمريكية، ولدت في 9 أكتوبر 1957 في ماونت هولي ‏ في الولايات المتحدة.